# Sodoberg
Sodoberg är ett naturreservat i Malå kommun i Västerbottens län.
Området är naturskyddat sedan 1997 och är 42 hektar stort. Reservatet består av granskog med inslag av grova tallar och björkar.